# Pic Adrian
 (janvier 2016).
Si vous disposez d'ouvrages ou d'articles de référence ou si vous connaissez des sites web de qualité traitant du thème abordé ici, merci de compléter l'article en donnant les références utiles à sa vérifiabilité et en les liant à la section « Notes et références ».
Pic Adrian, dit aussi Pic G. Adrian, né Pincu Grünberg le 3 septembre 1910 à Moinești en Roumanie et mort le 28 juin 2008 à Barcelone, est un peintre, poète et théoricien des arts plastiques. Il a vécu à Barcelone après 1953.

## Biographie

### Poète
Pic Adrian est né en 1910 à Moinești en Roumanie (Moldavie). Il a cinq ans lorsque sa famille s’installe dans la capitale, à Bucarest. C’est là qu’il étudie le droit et la philosophie, obtient la licence d'avocat et publie, en 1928, son premier livre de poésie, Jeux de lumière dans les Ténèbres. Amateur d'arts, il peint, il dessine, il voyage à Vienne, à Dresde, à Prague, à Paris, en Italie… où il visite les musées. En 1932, il commence à travailler comme avocat. En 1936, le peintre roumain renommé Max Hermann Maxy peint son portrait. En 1937, il publie son second volume de poésies, Columbus. En 1940, la Roumanie entre dans la seconde guerre mondiale.
Après la guerre et les profondes transformations subies par la Roumanie, Pic Adrian publie en 1946 un ensemble de poèmes intitulé L'Œil du ciel : Cœur. Puis il  quitte son pays natal pour aller d’abord en Israël, en 1951. Il se rend par la suite, en 1953 et 1954,  successivement en France puis en Espagne. À Paris, il fait la connaissance de nombreux artistes parmi lesquels  Brancusi, Chagall, Fernand Léger, Jean Arp, Antoine Pevsner… avec lesquels il restera lié. Il se fixe ensuite à Barcelone mais revient fréquemment à Paris. C’est là qu’il publie en 1955 son livre Réflexions sur l’Univers sonore qui le met en contact avec le philosophe français Gabriel Marcel, le scientifique Louis de Broglie, le compositeur Stravinsky et le docteur Albert Schweitzer. 
À Madrid, dans la revue Goya, il publie des essais sur Brancusi, Arp, Pevsner.

### Peintre
Sa première exposition individuelle se tient à la galerie Syra à Barcelone en 1962. Il fonde ensuite le groupe « Tendance essentialiste » dont il organise une exposition à Barcelone en 1967 et une autre à Madrid en 1969. 
Dès lors, il écrit des livres de théories artistiques et prend part à des expositions collectives à Barcelone, Madrid, Paris, Londres, Rouen, Le Havre, en Allemagne aussi. Il publie également à Paris trois autres livres  de poésie : La main planétaire (1965) ; L’Œil du ciel : cœur (1973) ; Noyau de l’infini (1990). 
En 1970 et 1971 sont édités à Barcelone deux albums de sérigraphies Condizioni lineari di segnaletica aleatoria et Sincronias. Pic Adrian voyage beaucoup en Europe occidentale et aux États-Unis.
En 1977 paraît une monographie que lui consacre le critique d’art Pierre Restany (le très important exégète d'Yves Klein et des artistes du Nouveau réalisme notamment) dans la collection « Le Musée de poche ». Une autre monographie est publiée en 1984 par les éditions Condal à Barcelone. Ses œuvres se trouvent dans de très nombreux musées du monde.
Pic Adrian meurt à Barcelone le 28 juin 2008.

## Pic Adrian vu par

### Pierre Restany
« Pour Adrian, la modernité de notre époque réside dans le passage de l’extériorité des relations homme-espace à l’intériorité de ce même rapport qui, de ce fait, est élevé à la puissance supérieure, universelle, cosmique. Le passage de l’homme à la conscience cosmique intériorise sa vision et « essentialise » son message. L’intériorité du moi s’étend à la démesure illimitée du cosmos »

— Pierre Restany, Pic Adrian

### Richard Kostelanetz
« Ce qui fait que Pic Adrian est intéressant, et en même temps différent de 99 % des artistes visuels du monde entier, c'est son implication dans les  principes comme dans les processus rationnels pour faire en sorte que les arts visuels s'efforcent non pas de séduire d'abord les yeux mais l'esprit »

— Richard Kostelanetz, Pic Adrian

### Arnaldo Puig
« Pic Adrian est un de ces idéologues sans chaire universitaire qui parcourent le monde en se donnant pour but de le penser. S'il était un ces gens qu'Edward Spranger a rangés dans la classe de l’homo religiosus, sa tâche aurait été dans un prosélytisme propre à attirer à lui des hommes à l'esprit ouvert. Mais comme Pic Adrian a toujours été plus ou moins un homo aestheticus, il a préféré en conséquence voir ses réflexions se muter en œuvres d'art, poèmes, peintures, signes complexes. »

— Arnaldo Puig, Pic Adrian

## Expositions

### Expositions personnelles
- 1962 : Barcelone, Galería Syra
- 1964 : Madrid, Galería Neblí
- 1965 : Paris, Galerie Raymonde Cazenave
- 1967 : Madrid, Ateneo
- 1969 : Paris, Galerie Raymonde Cazenave
- 1970 : Ibiza, Galería Ivan Spence
- 1972 : Bruxelles, Galerie Montjoie
- 1973 : Barcelone, Institut Français
- 1974 : Paris, Galerie Raymonde Cazenave
- 1974 : Milan, Galeria Vismara
- 1974 : Madrid, Galeria Ovidio
- 1978 : Bâle, Galerie Suzanne Egloff
- 1978 : Lausanne, Galerie Henry Meyer
- 1979 : Barcelone, Fundació Miró
- 1981 : Barcelone, Galería Ciento
- 1983 : Hovikodden (Norway) Henie-Onstad Artcenter
- 1985 : Stuttgart, Galerie Brigitte March
- 1987 : Tel Aviv, Artifact Gallery
- 1991 : Barcelone, Galeria Artual
- 1993-1994 : Barcelone, Sala BBV
- 1994 : Valence, IV AM Centre Julio Gonzalez
- 1997 : Barcelone, Centre d’Art Santa Mónica
- 1998 : Vilanova i la Geltrú, Victor Balaguer
- 2015 : Santa Cristina d'Aro, Sala d'exposicions de La Caixa
- 2017 : Barcelona, Galería Marlborough

### Expositions de groupes
- 1966 : Tendencia esencialista, curator Pic Adrian  Institute of North American Studies, Barcelone
- 1966 : Salon Comparaisons, Musée d’Art Moderne de la Ville de Paris
- 1967 : Galerie Paul Fachetti, Paris, avec Michaux, Sam Francis et autres
- 1968 : Tendencia Esencialista, organisé par la Galerie Juana Mordo, Madrid
- 1972 : The Bertrand Russel Centenary, Rotunda Gallery, Londres
- 1985 : Staatsgalerie Stuttgart, Die Musik in der Malerei des 20sten Jahrhunderts
- 1991 : Stedelijk Museum, Amsterdam. Exposé dans la collection permanente
- 1997 : Pintura dels Setanta superfície/color MACBA, Barcelone
- 2009 : Temps com a matèria, MACBA, Barcelone ; Museo de bellas Artes, Grenade
- 2010 : IVAM/Donaciones, Valence
- 2011 : Col.lecció MACBA
- 2012 : Abstracción y Movimiento, Centro Andaluz de Arte Contemporáneo, Séville
- 2013 : Galerie 88, Bagnères-de-Bigorre

### Musées et collections
Des œuvres de Pic Adrian figurent dans de nombreuses collections publiques ou privées et dans de nombreux musées internationaux.
- Museum of Modern Art, New York
- New York University Art Collection
- Musée National d’Art Moderne, Centre Pompidou, Paris
- Bibliothèque Nationale, Cabinet des Estampes, Paris
- Musée d’Art Moderne de la Ville de Paris
- Musée de Grenoble
- Centro de Arte Reina Sofía, Madrid
- Museo Victor Balaguer, Vilanova i la Geltrú, Barcelone
- Museo de Arte Contemporáneo, Séville
- Museo de Bellas Artes, Grenade
- IVAM, Centre Julio Gonzalez, Valence
- Stedelijk Museum, Amsterdam
- Boymans van Beuningen Museum, Rotterdam
- Tel Aviv Museum, Tel Aviv
- The Israel Museum, Jérusalem
- Cabinet des Estampes, Genève
- Museo de Arte Moderno, Rio de Janeiro
- Victoria and Albert Museum, Londres
- Henie-Onstad Artcenter, Oslo
- Museum of Modern Art, Haïfa
- Museum Moderner Kunst, Vienne
- Staatgalerie, Stuttgart
- Museum für Kunsthanwerk, Francfort
- Fondation for constructivist and concrete art, Zurich
- Museo de Arte Contemporáneo, Saint-Jacques-de-Compostelle
- Museo Nacional d’Art de Catalunya, Barcelone

### De Pic Adrian
- Réflexions sur l’Univers Sonore», Richard Masse, Paris, 1955
- Du Réalisme naturaliste au Réalisme essentialiste, Arted, Paris, 1965
- Essentialisme et Pop dans l’Art-Actuel, Arted, Paris, 1971
- Art Principiel, Manifeste, Barcelona 1973
- Essentialisme and my pictorical art, Revue Leonardo vol 9 n°1, Pergamon Press, Oxford, 1976
- L’Entité Art Actuel (art principiel), Arted, Paris, 1976
- Le Continuum terrestre humain, La Pensée Universelle, Paris, 1978
- Deuxième Manifeste de l'Art Principiel, Barcelone, 1980
- Orient-Occident (Principle Art), Appa, Barcelone, 1982
- Art and Meta-Art, Appa, Barcelone, 1990

### Poésie
- Jocuri de Lumini în întuneric, Presa Veche Româneasca, Bucarest, 1927
- Columbus, Presa Veche Româneasca, Bucarest, 1938
- Œil du Ciel : Cœur, Éditions St-Germain-des-Prés, Paris, 1973
- Main Planétaire, Éditions St-Germain-des-Prés, Paris, 1985
- Noyau de l’infini, Éditions St-Germain-des-Prés, Paris, 1990
- L’île invisible, Éditions St-Germain-des-Prés, Paris, 1994
- Transparence, Éditions St-Germain-des-Prés, Paris, 1999

### Sérigraphies
- 10 condizioni lineari di segnaletica aleatoria avec textes et poèmes de Carlo Belloli, Turin, 1970
- Sincronías, texte et cinq sérigraphies, Barcelone, 1971

### D’autres auteurs
- Arnaldo Puig, Adrian, Cuadernos del Ateneo, Madrid, 1966
- Pierre Restany, Adrian, Paris, 1969
- Gillo Dorfles, Adrian, Galleria Vismara, Milan, 1974
- Pierre Restany, Pic Adrian, Le musée de poche, Paris, 1977
- Richard Kostelanetz et Arnaldo Puig, Pic Adrian, Condal Editora, Barcelone, 1984